# René Vollath
René Vollath, né le 20 mars 1990 à Amberg en République fédérale allemande, est un footballeur allemand évoluant au poste de gardien de but au TSV 1860 Munich.

## Biographie

### En club
Il joue 38 matchs en deuxième division allemande avec le club du Karlsruher SC.

### En équipe nationale
Avec les moins de 17 ans, il participe à la Coupe du monde des moins de 17 ans en 2007. Lors du mondial junior organisé en Corée du Sud, il joue cinq matchs. L'Allemagne se classe troisième du mondial.